# Atlético Albacete
El Atlético Albacete es un equipo de fútbol español de la ciudad española de Albacete, dependiente del Albacete Balompié. Fue fundado en 1962 y actualmente juega en la Tercera Federación. En 2018 recuperó su denominación histórica que en 1998 había modificado por la de Albacete Balompié "B".

## Temporadas desde 1962

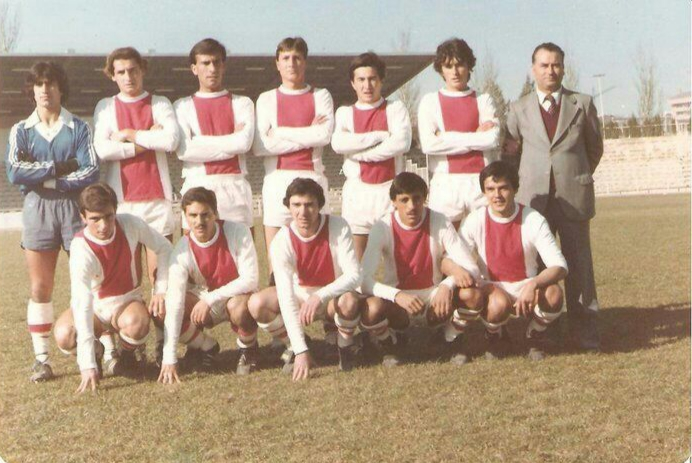
Atlético Albacete, temporada 1978-79

| Temporada   | División | Plaza | Copa del Rey |
| ----------- | -------- | ----- | ------------ |
| desde 62-63 | Regional | —     |              |
| hasta 82-83 | Regional | —     |              |
| 1983/84     | 3.ª      | 16º   |              |
| 1984/85     | 3.ª      | 16º   |              |
| 1985/86     | 3.ª      | 12º   |              |
| 1986/87     | 3.ª      | 20º   |              |
| desde 87-88 | Regional | —     |              |
| hasta 89-90 | Regional | —     |              |
| 1990/91     | 3.ª      | 7º    |              |
| 1991/92     | 3.ª      | 7º    |              |
| 1992/93     | 3.ª      | 9º    |              |
| 1993/94     | 3.ª      | 8º    |              |
| desde 94-95 | Regional | —     |              |
| hasta 97-98 | Regional | —     |              |
| 1998/99     | 3.ª      | 4º    |              |
| 1999/00     | 3.ª      | 2º    |              |
| 2000/01     | 3.ª      | 6º    |              |
| 2001/02     | 3.ª      | 2º    |              |
| 2002/03     | 3.ª      | 11º   |              |
| 2003/04     | 3.ª      | 9º    |              |

| Temporada | División            | Plaza | Copa del Rey |
| --------- | ------------------- | ----- | ------------ |
| 2004/05   | 3.ª                 | 2º    |              |
| 2005/06   | 3.ª                 | 5º    |              |
| 2006/07   | 3.ª                 | 12º   |              |
| 2007/08   | 3.ª                 | 6º    |              |
| 2008/09   | 3.ª                 | 15º   |              |
| 2009/10   | 3.ª                 | 5º    |              |
| 2010/11   | 3.ª                 | 2º    |              |
| 2011/12   | 3.ª                 | 4º    |              |
| 2012/13   | 3.ª                 | 10º   |              |
| 2013/14   | 3.ª                 | 12º   |              |
| 2014/15   | 3.ª                 | 14º   |              |
| 2015/16   | 3.ª                 | 14º   |              |
| 2016/17   | 3.ª                 | 15º   |              |
| 2017/18   | 3.ª                 | 5º    |              |
| 2018/19   | 3.ª                 | 5°    |              |
| 2019/20   | 3.ª                 | 9º    |              |
| 2020/21   | 3.ª                 | 4º    |              |
| 2021/22   | 3ª Federación       | 12º   |              |
| 2022/23   | Regional Preferente | 1º    |              |
| 2023/24   | 3ª Federación       |       |              |

## Datos del club
- Temporadas en Tercera División o Tercera Federación: 33
- Temporadas en divisiones regionales: 26

## Palmarés

### Campeonatos nacionales
- Subcampeón de la Tercera División de España (4): 1999-00 (Grupo XVII),[2] 2001-02 (Grupo XVII),[3] 2004-05 (Grupo XVIII)[4] y 2010-11 (Grupo XVIII)[5] (todos como Albacete Balompié "B").

### Campeonatos regionales
- Regional Preferente de Castilla-La Mancha (1): 2022-23 (Grupo 1).[6]
- Primera Regional de Castilla-La Mancha (2): 1996-97 (Grupo 1)[7] y 1997-98 (Grupo 1)[8] (todos como Albacete Balompié "B").
- Subcampeón de la Copa RFEF (Fase Regional de Castilla-La Mancha) (1): 2021-22.[9]

### Trofeos amistosos
- Trofeo Feria de Quintanar (1): 2015.[10]
- Trofeo Santa María Magdalena (1): 2020.[11]
- Trofeo Feria y Fiestas de Socuéllamos (1): 2021.[12]